# Äkäskero
Äkäskero är en kulle i Finland. Den ligger i Kolari kommun och landskapet Lappland, i den norra delen av landet, 800 km norr om huvudstaden Helsingfors. Toppen på Äkäskero är 502 meter över havet.
Terrängen runt Äkäskero är platt åt nordväst, men åt sydost är den kuperad. Trakten runt Äkäskero är nära nog obefolkad, med mindre än två invånare per kvadratkilometer. Närmaste större samhälle är Äkäslompolo, 15,0 km söder om Äkäskero. 